# Leopoldo Antunes Maciel
Leopoldo Antunes Maciel, 2.º barão de São Luís, (Pelotas, 24 de novembro de 1849 — Pelotas, 5 de maio de 1904), foi um político brasileiro.

## Biografia
Filho de Eliseu Antunes Maciel e de Leopoldina Amália de Freitas da Rosa, era o terceiro de seis irmãos (era irmão de Francisco Antunes Maciel). Casou-se em 7 de março de 1874, em sua cidade natal, com Cândida Gonçalves Moreira, filha de José Antônio Moreira, o barão de Butuí, e Leonídia Angélica Braga Gonçalves (sobrinha do conde de Piratini), recebendo o título de 2.º baronesa de São Luís. Tiveram numerosa prole de 12 filhos.
Bacharelou-se pela Faculdade de Direito de São Paulo, em 1870. Foi vereador em Pelotas em duas legislaturas (1879-1882), sendo em uma delas o de presidente da Câmara Municipal (1878-1881) e comandante superior da Guarda Nacional em Pelotas. Foi presidente do Centro Abolicionista de São Paulo. Foi também incentivador da criação da Imperial Escola de Medicina Veterinária e de Agricultura Prática.
Foi vice-presidente da província do Rio Grande do Sul, assumindo a presidência interinamente, de 9 de setembro a 28 de outubro de 1882.

## Título nobiliárquico

### Barão de São Luís (2.º)
Título conferido pelo Imperador D. Pedro II, por carta imperial de 5 de julho de 1884, por conceder alforria antecipada aos seus escravos.